# Grünzug West
Der Grünzug West liegt in Bremen in den Stadtteilen Gröpelingen und Walle. Die 50 Jahre alte  Grünanlage verbindet stadtteilübergreifend drei Stadtteile zwischen der Ritterhuder Heerstraße/Reiherstraße im Westen und dem Waller Park/Almatastraße im Osten.

## Geschichte

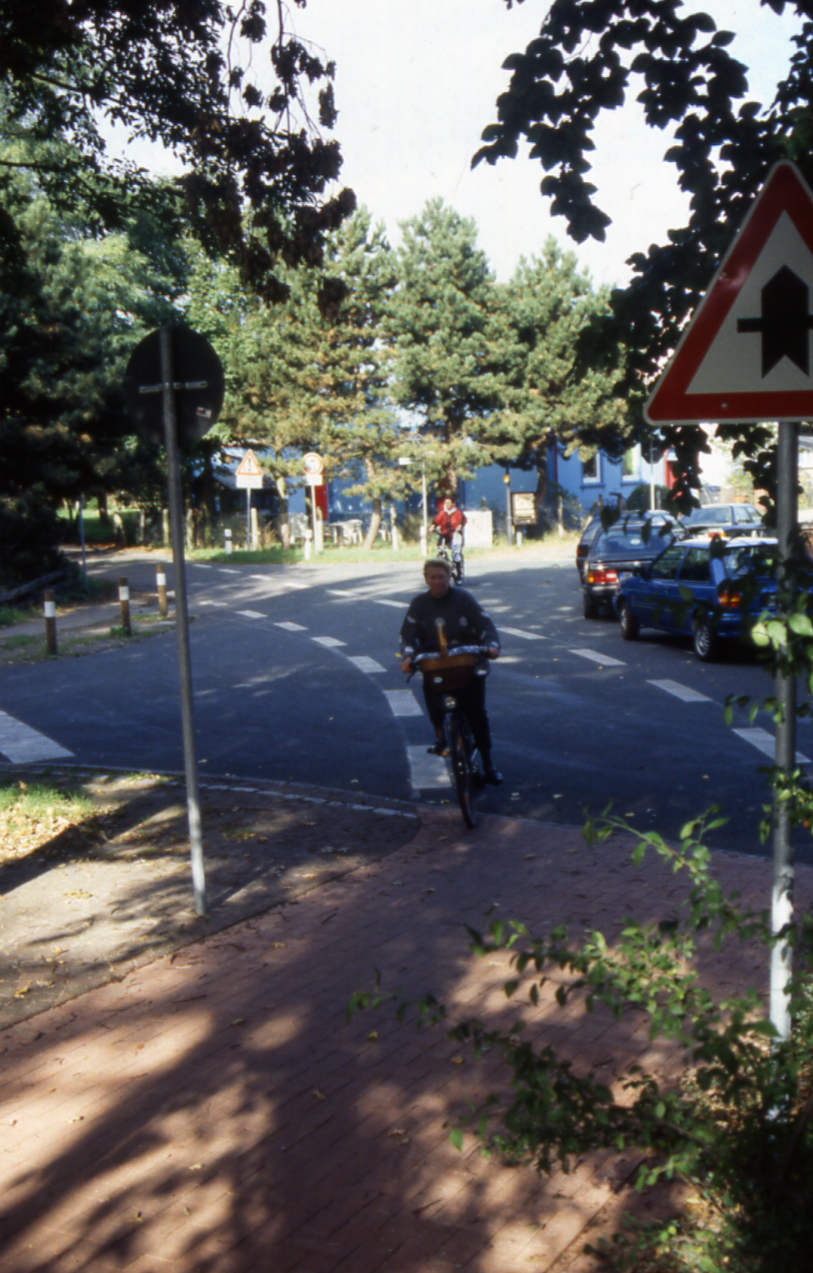
Kreuzungspunkt in der Anlage

Die Eisenbahn von Bremen nach Burg als Geestebahn und Teil der Bahnstrecke Bremen–Bremerhaven wurde um 1914 in Höhe von Gröpelingen auf die heutige Bahntrasse verlegt. Die ehemalige Trasse konnte so zum  kilometerlangen Grünzug werden. 1953 wurden die ersten Bauabschnitte, der Grünzug Utbremen von der Bornemacher- bis zur St. Magnus-Straße und der Grünzug West von der Morgenlandstraße bis Ohlenhof, realisiert. Abschnittsweise wurde der gesamte Grünzug  weiterentwickelt. Der schmale Grünzug von Oslebshausen bis nach Walle/Waller Heerstraße wurde 4,5 Kilometer lang. Er wird an 12 Stellen durch Straßen durchkreuzt. In dem zum großen Teil dicht besiedelten Gebiet entstanden grüne Freiräume. Der Rad- und Wanderweg gestaltete die täglichen Wege entspannter.

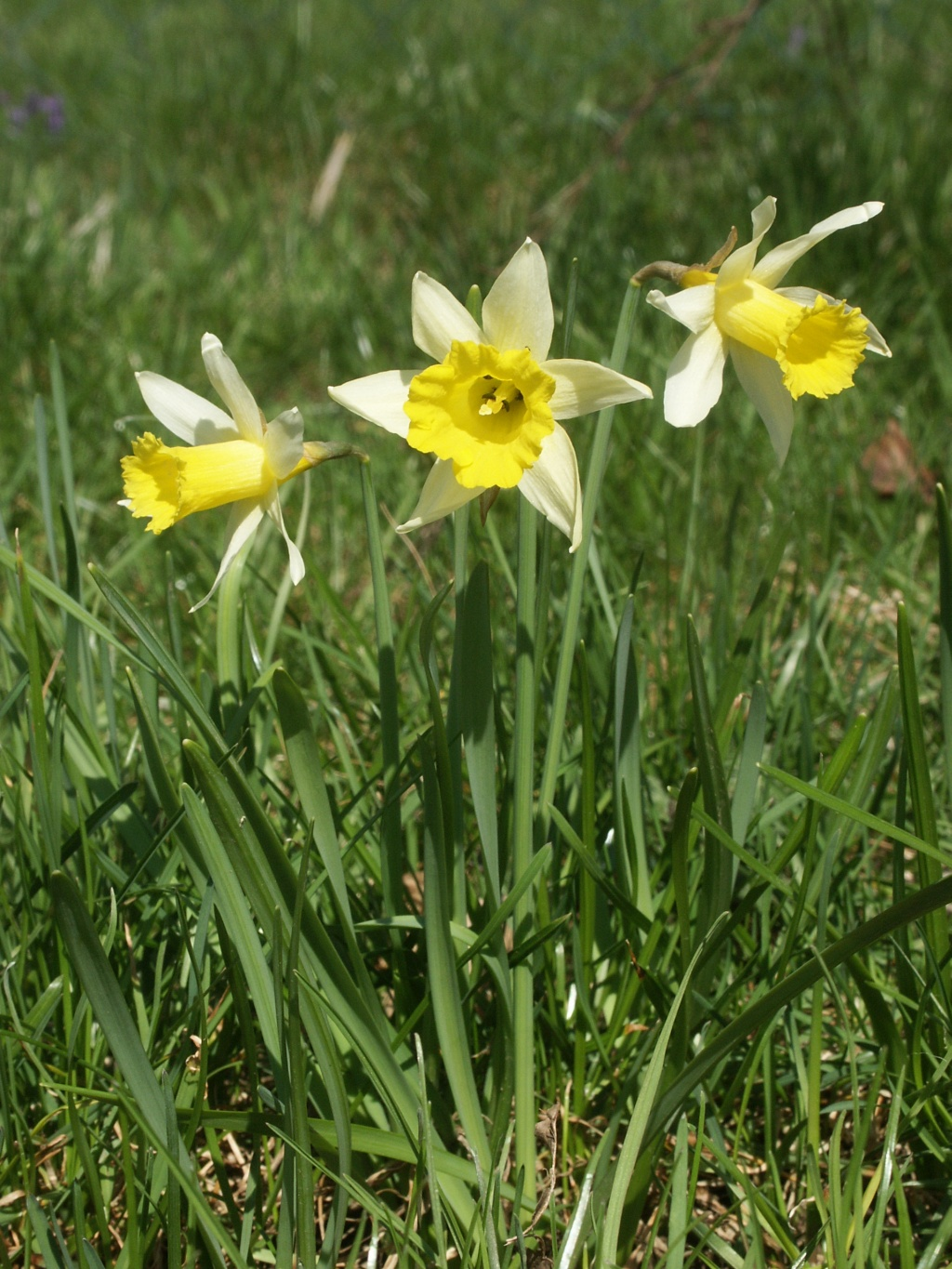
Osterglocken

Um das Jahr 2000 wurde die über 50 Jahre alte Grünanlage an vielen Stellen verschönert und modernisiert. Die Sanierung von Bänken und Sitzbereichen sowie Neupflanzungen und Pflasterarbeiten verbesserten die Aufenthaltsqualität. Der gesamte Grünzug wurde, auch an den Eingängen, heller, überschaubar und einladender gestaltet, um mehr Sicherheit für die Bürger zu erreichen. Hochgewachsene, dichte Gehölze wurden gelichtet und auch ersetzt durch niedrige, blühende Sträucher, blühende Bodendecker, Rasen, Tulpen und Osterglocken.
Der Skulpturenpark im Westen, mit den Plastiken der Justizvollzugsanstalt Oslebshausen (JVA), konnte stetig ergänzt werden. Das frühere Gartenbauamt, der jetzige Umweltbetrieb, die Ortspolitiker und die Anwohner haben sich für den Ausbau und Erhalt des Grünzuges stetig engagiert.
Vom zentralen Grünzug können über die Rad- und Wanderwege das grüne Blockland mit dem Wümme-Radweg und die Blocklander Hemmstraße an der Kleinen Wümme sowie die Kleingartenanlage In den Wischen bis zum Waller Feldmarksee erreicht werden. Die Waller Straße und der Waller Damm führen vorbei an den Kleingartengebieten Hohweg in die Waller Feldmark.